# Вікіпедія мовою ток-пісін
Вікіпедія мовою ток-пісін (ток-пісін Wikipedia) — розділ Вікіпедії мовою ток-пісін. Створена у 2004 році. Вікіпедія мовою ток-пісін станом на 25 березня 2025 року містить 1386 статей, 14 760 зареєстрованих користувачів, 19 активних дописувачів, 1 адміністратора
. Загальна кількість сторінок у Вікіпедії мовою ток-пісін — 5766, редагувань — 88 035, мультимедійні файли відсутні
. Глибина (рівень розвитку мовного розділу) Вікіпедії мовою ток-пісін велика і становить 152.5 пунктів
. 

## Історія
- Березень 2011 — створена 1 000-на стаття[3].